# 山中篤太郎
山中 篤太郎（やまなか とくたろう、1901年9月4日-1981年1月16日）は、日本の経済学者。第3代一橋大学学長。日本経済政策学会代表理事、日本中小企業学会初代会長、労働省中央労働基準審議会会長等を歴任。正三位勲一等瑞宝章。

## 人物・経歴
東京市日本橋区出身。阪本尋常小学校（現中央区立阪本小学校）、東京府立第一中学校（現東京都立日比谷高等学校）を経て、1925年東京商科大学（現一橋大学）卒。上田貞次郎ゼミ出身。
1927年同大補手。1931年講師、ヨーロッパ留学をへて、1937年同助教授、1939年教授、1946年商学専門部長兼商業教員養成所長となる。1949年 東京商科大学にて経済学博士。1953年一橋大学社会学部教授、1953-1958年第2代社会学部長、1960年経済学部教授、1959-1961年第3代学長、1961年一橋大学経済学部教授兼社会学部教授、1965年定年退官、名誉教授、明治大学教授。日本経済政策学会代表理事、中央労働基準審議会会長などを務めた。従五位から、81年従三位勲一等瑞宝章、正三位。おもに中小企業を研究。
指導学生に石田忠（一橋大学名誉教授）、石畑良太郎（青山学院大学名誉教授）、天野郁夫（東京大学名誉教授）など。
山中が所蔵していた書籍は、1981年に「山中文庫」として一橋大学附属図書館に収蔵された。

## 著書
- 『日本勞働組合法案研究』岩波書店 社会問題研究叢書 1926
- 『専賣塩價に關する調査』大阪自由通商協會 1929
- 『勞働組合法の生成と変轉 英國』同文館 1929
- 『日本勞働組合法研究』森山書店 1931
- 『日本社會經済の研究』森山書店 1933
- 『米價政策の研究』森山書店 1933
- 『フランの運命』新聞聯合社 1935
- 『我が工業再建の展望』東洋経済新報社 1946
- 『勞働組合法の生成と変轉 資本主義英國に於ける政策形成の研究』同文館 1947
- 『現代の労働問題』實業教科書 社會科學新書 1948
- 『中小工業の本質と展開 国民経済構造矛盾の一研究』有斐閣 1948
- 『日本経済と中小工業』平和書房 1948
- 『労働組合と社会政策』経営評論社 1948
- 『工業政策論』新紀元社 1950
- 『労働基準 労働基準法の根據・本体・將來』日本労政協会 1952
- 『イギリス労働運動小史 労働運動の理解のために』同文館 1954 春秋社 1963
- 『中小企業論』全国地方銀行協会 銀行叢書 1956
- 『近代の社会 展開としくみの論理』広文社 1967
- 『労働政策の歩み 一経済学者のかかわり』総合労働研究所 1973

### 編共著
- 『日本産業構造の研究』編 有斐閣 1941
- 『米英ソの勞働事情』高妻靖彦、尾形昭二共著 毎日新聞社 毎日勞働講座 1947
- 『中小工業の諸問題』編 伊藤書店 1948
- 『中小工業と経済変動』編 国元書房 1950
- 『社会保障の経済理論』編 東洋経済新報社 1956
- 『日本の工業』編 毎日新聞社 毎日ライブラリー 1956
- 『日本の中小企業』編 中小企業診断協会 1957
- 『戦後日本経済政策の分析』長守善共編 勁草書房 1958
- 『中小企業の合理化・組織化』編 有斐閣 中小企業叢書 1958
- 『中小企業研究二十五年 産業構造・中小企業研究 日本学術振興会第118委員会二十五年史1937-1962』編 有斐閣 1963
- 『産業高度化と中小企業』滝沢菊太郎、外池正治共著 第三出版 1968

### 記念論文集
- 『経済政策と労働問題 山中篤太郎博士退官記念論文集』有斐閣 1968
- 『産業構造転換と中小企業 山中篤太郎先生追悼論文集』水野武、松本達郎、磯部浩一編 有斐閣 1984